# 櫟本駅

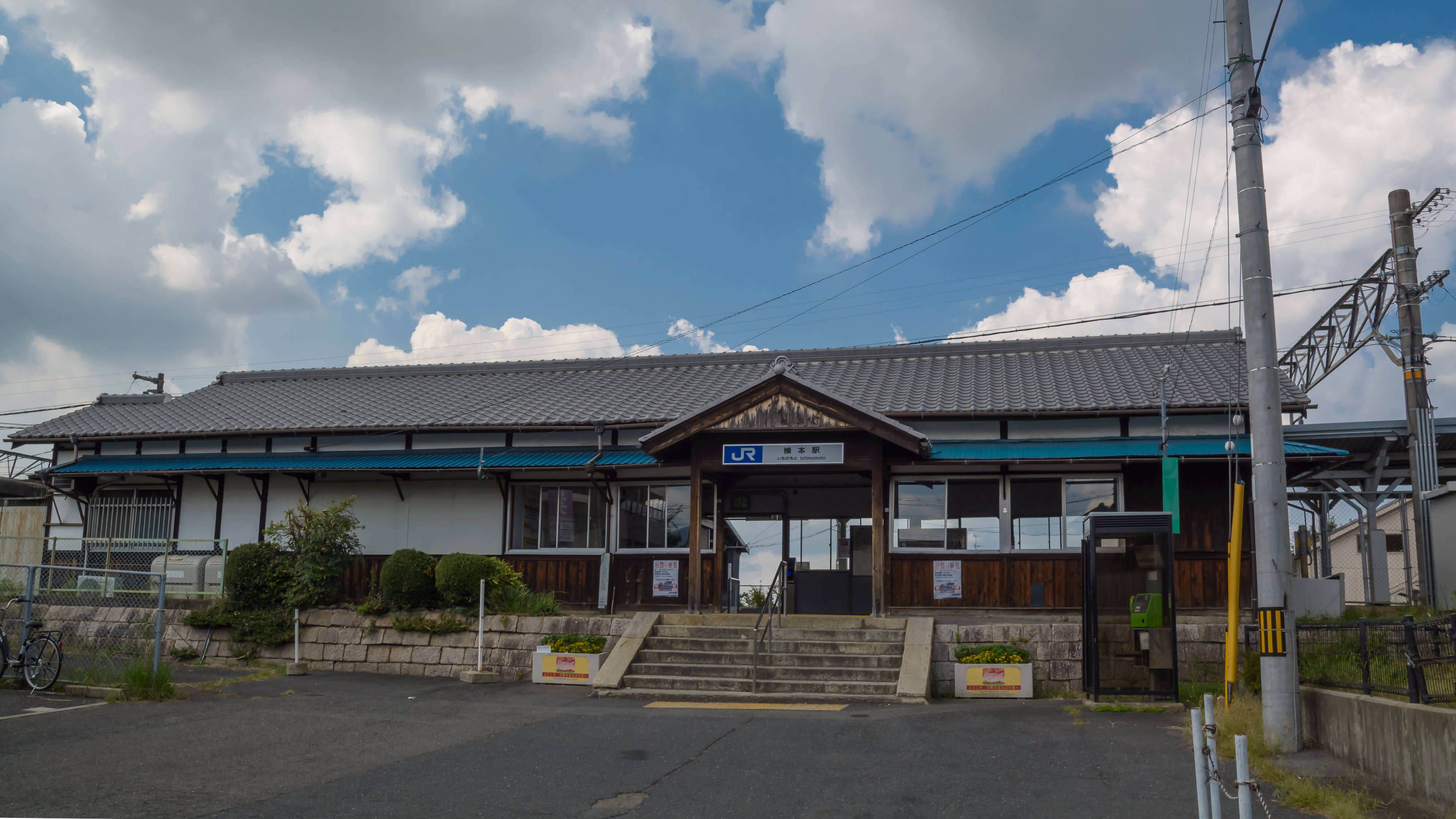
駅舎（2014年9月、全景）

櫟本駅（いちのもとえき）は、奈良県天理市櫟本町瓦釜にある、西日本旅客鉄道（JR西日本）桜井線（万葉まほろば線）の駅である。
難読駅名の一つで、駅名は天狗が住む巨大な櫟（イチイ）の木があったという伝説に由来する。

## 歴史
- 1898年（明治31年）5月11日：奈良鉄道が京終駅 - 桜井駅間で開業した際に設置[2][3]。
- 1905年（明治38年）2月7日：関西鉄道が奈良鉄道を合併。同社の駅となる[2]。
- 1907年（明治40年）10月1日：国有化され、帝国鉄道庁の駅となる[2]。
- 1909年（明治42年）10月12日：線路名称制定。桜井線の所属となる[2]。
- 1970年（昭和45年）10月15日：貨物の取り扱いを廃止[7]。
- 1984年（昭和59年）2月1日：荷物扱い廃止[7]。
- 1987年（昭和62年）4月1日：国鉄分割民営化により、西日本旅客鉄道（JR西日本）の駅となる[2][7]。
- 2002年（平成14年）3月23日：無人駅となる[4]。
- 2005年（平成17年）3月1日：ICカード「ICOCA」の利用が可能となる[8]。ICカード専用簡易改札機で対応[9]。
- 2010年（平成22年）3月13日：路線愛称の制定により、「万葉まほろば線」の愛称を使用開始。

## 駅構造
王寺鉄道部管理の無人駅で、相対式ホーム2面2線を持ち、交換設備を有する地上駅である。駅本屋側が下り（高田方面）本線、跨線橋を渡って反対側が上り（奈良方面）本線である。ただ、2線の間隔が広く、かつては中線があったものと思われる。
停車有効数は、天理教団体参拝列車が停車または行き違いするため、機関車牽引8両に対応する。
跨線橋および駅舎は木造で、開業以来のものが使用されている。永らく業務委託駅であったが、2002年に無人化された。
ICOCA利用可能駅（相互利用可能ICカードはICOCAの項を参照）。ICOCAなどのICカード読取機（入場用・出場用）が設置されているほか、自動券売機が設置されている。ただし、普通乗車券用の自動改札機は設置されていない。

### のりば
| ホーム | 路線           | 方向 | 行先           |
| ------ | -------------- | ---- | -------------- |
| 駅舎側 | 万葉まほろば線 | 下り | 桜井・高田方面 |
| 反対側 | 万葉まほろば線 | 上り | 奈良方面       |

- 上表の路線名は旅客案内上の名称（愛称）で表記している。
- 案内上ののりば番号は割り当てられていない。

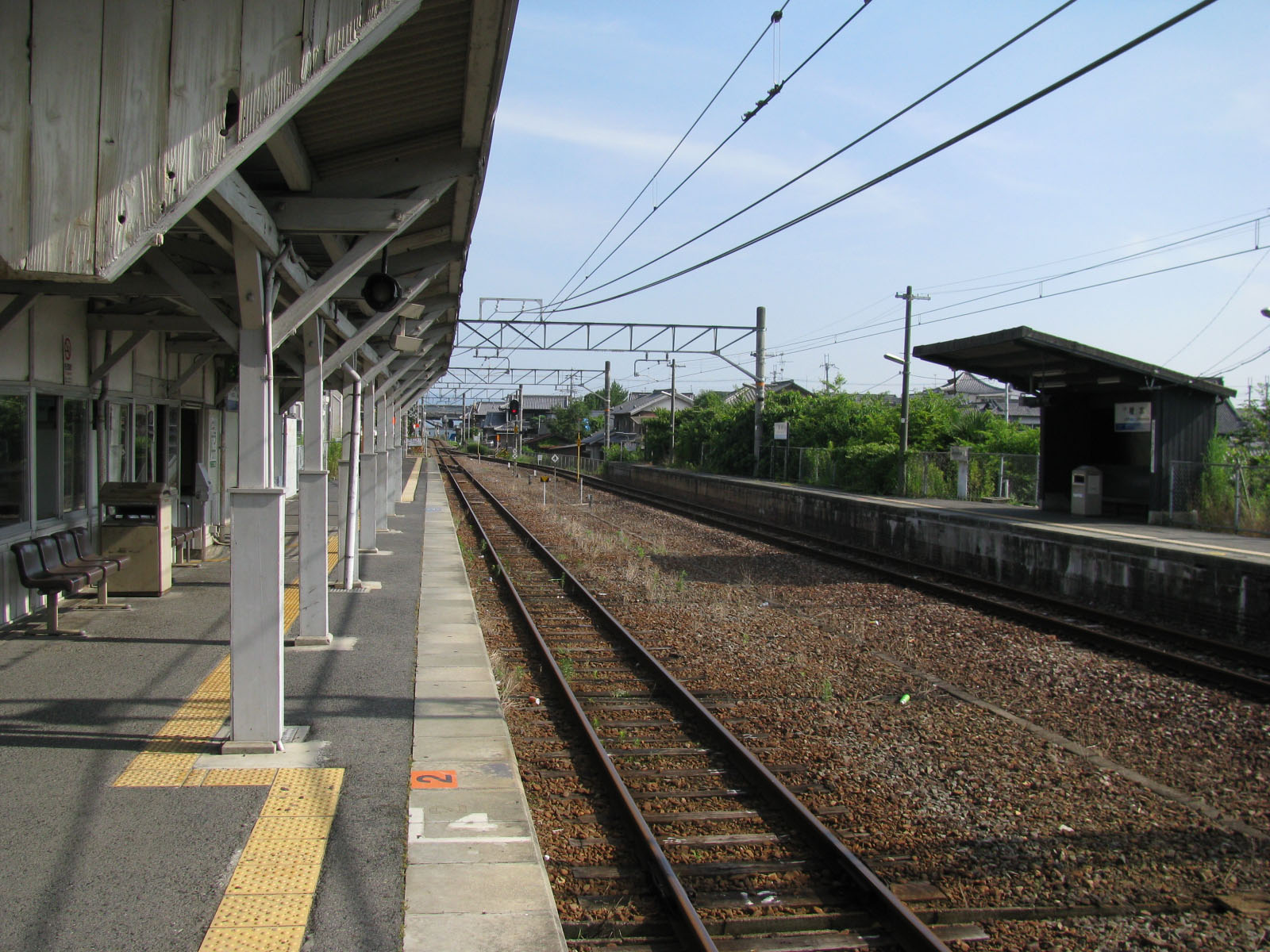
ホーム（2008年7月）

## 利用状況
2023年（令和5年）度の1日平均乗降人員は1,710人である。
「奈良県統計年鑑」「天理市統計情報」によると、近年の1日の平均乗車人員は以下の通り。
| 年度   | 1日平均 乗車人員 |
| ------ | ---------------- |
| 1997年 | 1,124            |
| 1998年 | 1,119            |
| 1999年 | 1,096            |
| 2000年 | 1,035            |
| 2001年 | 1,023            |
| 2002年 | 892              |
| 2003年 | 942              |
| 2004年 | 960              |
| 2005年 | 980              |
| 2006年 | 993              |
| 2007年 | 973              |
| 2008年 | 950              |
| 2009年 | 963              |
| 2010年 | 965              |
| 2011年 | 953              |
| 2012年 | 939              |
| 2013年 | 975              |
| 2014年 | 955              |
| 2015年 | 988              |
| 2016年 | 963              |
| 2017年 | 938              |
| 2018年 | 926              |
| 2019年 | 899              |
| 2020年 | 689              |

## 駅周辺
- 奈良県立添上高等学校
- 天理市立櫟本小学校
- 日本郵便 天理櫟本郵便局
- 和邇下神社
- 楢神社
- 大興寺/華道未生流流祖の墓
- 櫟本警察分署跡（天理教教祖拘留の地）
- シャープ天理・総合開発センター
- 西名阪自動車道・天理IC
- 「山之辺の道」の石碑（同市櫟本町1483、旧上街道にあり）

## 隣の駅
西日本旅客鉄道（JR西日本）
 万葉まほろば線（桜井線）
■快速（高田駅経由大和路線直通）・■普通
帯解駅 - 櫟本駅 - 天理駅